# Breucos

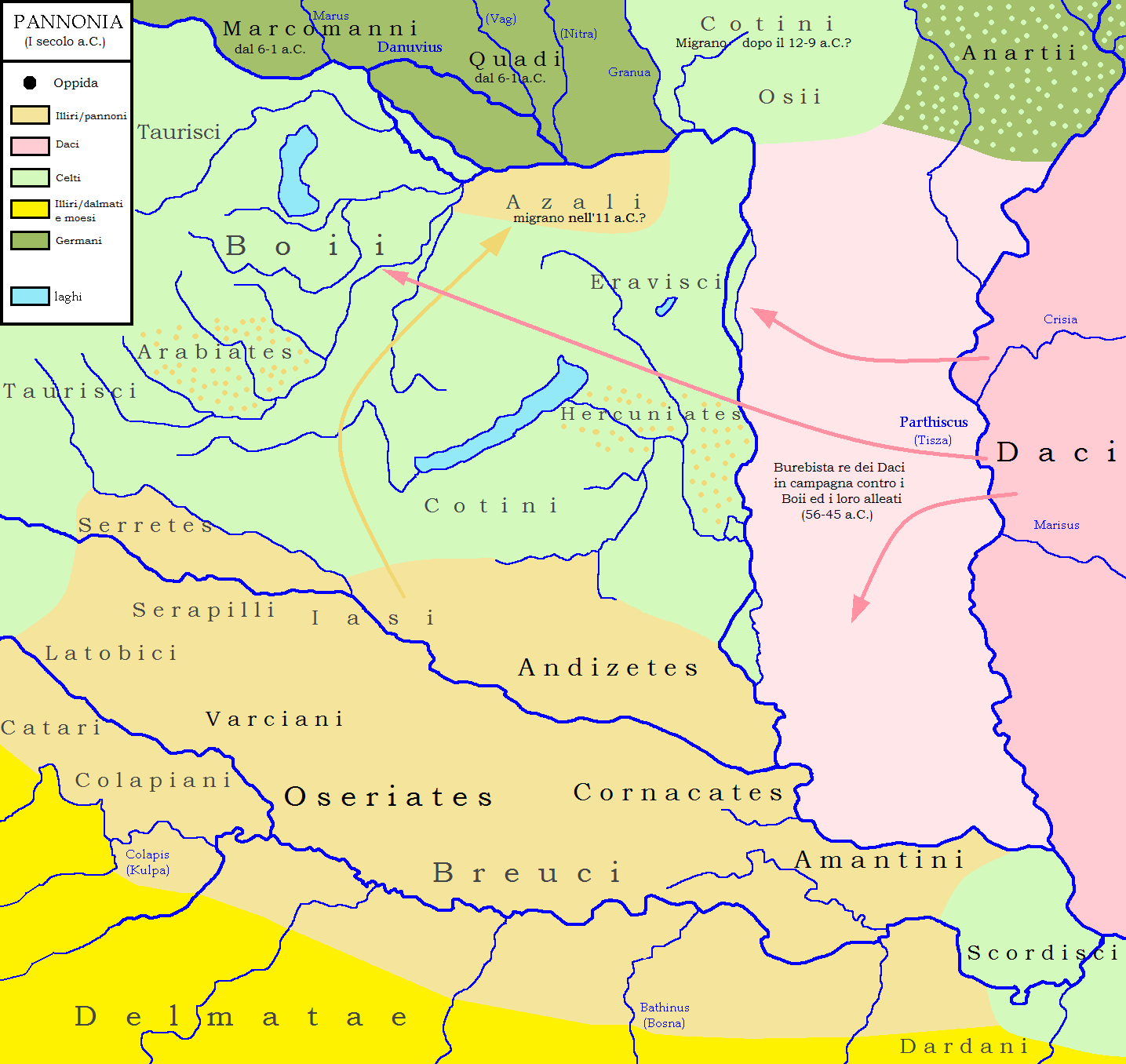
La población iliria y celta de Panonia antes de la conquista romana.

Los breucos (en griego antiguo: Βρευκοῖ; en latín: Breuci) eran ilirios de una subtribu de los panonios. El río Sao cruzaba su territorio.

## Conquista romana por Agripa y Tiberio hacia 14/9 a.C.
Opusieron una fuerte resistencia al avance del Imperio romano, pero fueron derrotados una vez por Agripa, que había combatido durante mucho tiempo a las poblaciones rebeldes de Panonia. Este último, en el año 13 a. C., murió nada más regresar a Italia. La noticia de la muerte del general provocó una nueva oleada de rebelión entre las poblaciones sometidas por Agripa, en particular los dálmatas y los breucos.
Augusto confió a su yerno la tarea de pacificarlos. Tiberio, al tomar el mando del ejército en el año 12 a. C., derrotó a las fuerzas enemigas con su estrategia y astucia. Sometió a los breucos con la ayuda de la tribu escordisca, que había sido sometida poco antes por el procónsul Marco Vinicio. Despojó a sus enemigos de sus armas y vendió a la mayoría de los jóvenes como esclavos tras deportarlos.
Obtuvo una victoria total en menos de cuatro años, sobre todo con la ayuda de grandes generales como Marco Vinicio, gobernador de Macedonia, y Lucio Calpurnio Pisón Frugi. Llevó a cabo una política de dura represión contra los vencidos.

## Revuelta dálmato-panonia del 6-9 d.C.
Tras quince años de relativa paz, en el año 6, todo el sector dálmata y panonio se levantó en armas contra el poder de Roma:  el motivo era la incompetencia de los magistrados enviados por Roma para administrar la provincia, que habían establecido gravosos impuestos. La insurrección se inició en la región sudoriental de Iliria con los desitiatas al mando de un tal Batón, a los que se unió la tribu panonia de los breucos bajo el mando de un tal Pinnes y un segundo Batón.
Tiberio envió a sus lugartenientes como vanguardia para despejar el camino de los enemigos en caso de que decidieran marchar contra Italia: Marco Valerio Mesala Mesalino consiguió derrotar a un ejército de 20 000 hombres y se atrincheró en Sisak, mientras que Aulo Cecina Severo defendió la ciudad de Sirmio para evitar su captura y empujó a Batón de Panonia de vuelta al Drava.
Tiberio llegó al teatro de operaciones hacia finales de año, cuando gran parte del territorio, a excepción de las plazas fuertes, estaba en manos rebeldes. El general reunió a los ejércitos romanos comprometidos en la región a lo largo del río Sava, de modo que dispuso de más de diez legiones. Desde Sirmio, Aulo Cecina Severo y Marco Plaucio Silvano dirigieron el ejército hacia Sisak, eliminando las fuerzas combinadas de los rebeldes en una batalla cerca de los pantanos volceos.1 Tras unirse al ejército, Tiberio infligió sucesivas derrotas a sus enemigos, restableciendo la hegemonía romana sobre el valle del Sava y consolidando las conquistas logradas mediante la construcción de varios fuertes.
En el año 8, Tiberio reanudó las maniobras militares y en agosto derrotó a un nuevo ejército panonio. Tras la derrota, Batón de Panonia traicionó a Pinnes entregándolo a los romanos, pero más tarde fue capturado y ejecutado por orden de Batón de Dalmacia, que también asumió el mando de las fuerzas panonias. Poco después, Marco Plaucio Silvano consiguió derrotar a los bracos de Panonia, que fueron de los primeros en rebelarse. Comenzó entonces la invasión romana de Dalmacia, y Tiberio dispuso sus tropas para estar en condiciones de lanzar el ataque final al año siguiente.
En el año 9, Tiberio reanudó las hostilidades dividiendo el ejército en tres columnas y colocando a Germánico a la cabeza de una de ellas. Mientras sus lugartenientes sofocaban los últimos focos de rebelión, se dirigió a Dalmacia en busca del líder rebelde Batón el Dálmata, uniéndose a la columna del nuevo legado Marco Emilio Lépido. Se unió a él en la ciudad de Andretium, donde los rebeldes se rindieron, poniendo fin al conflicto tras cuatro años.

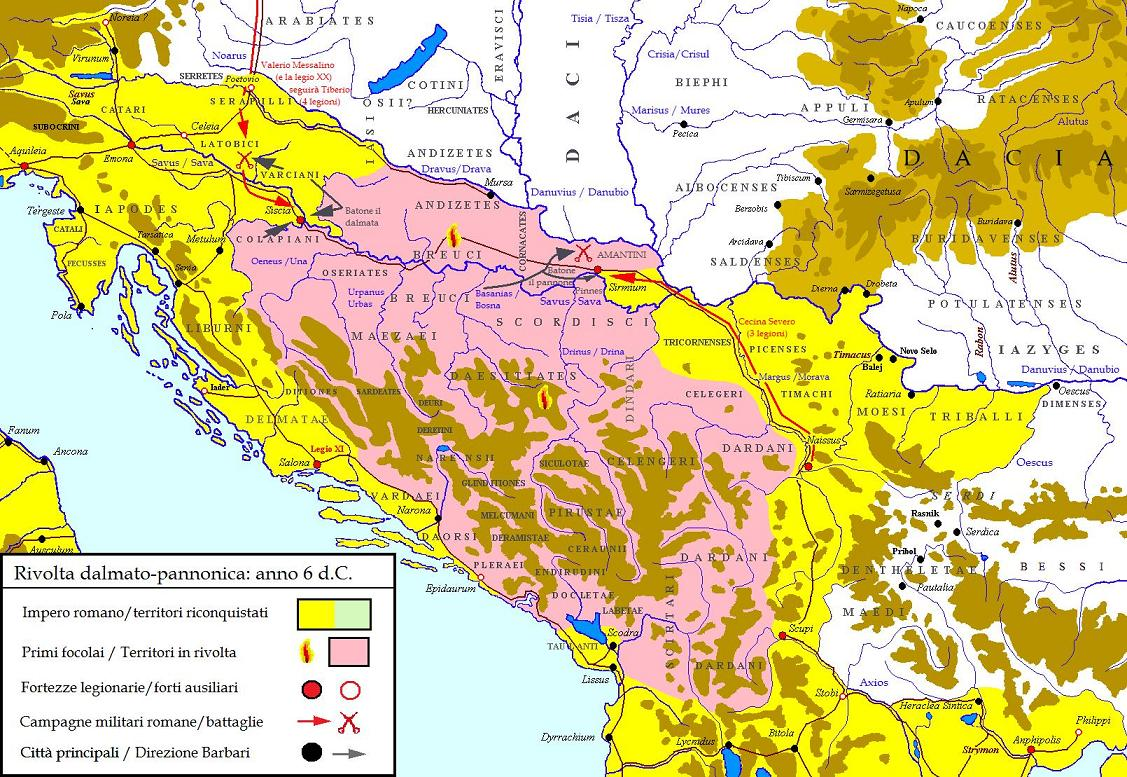
Campaña de Tiberio en Iliria en el año 6
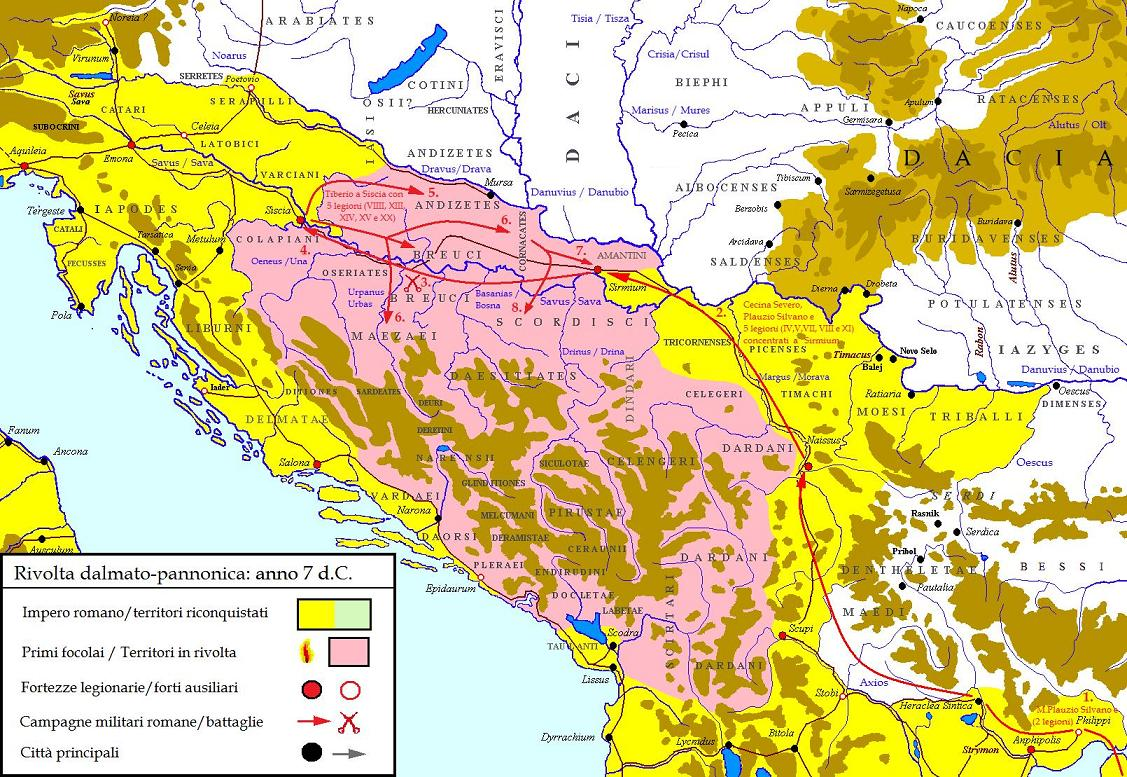
Campaña de Tiberio en Iliria en el año 7
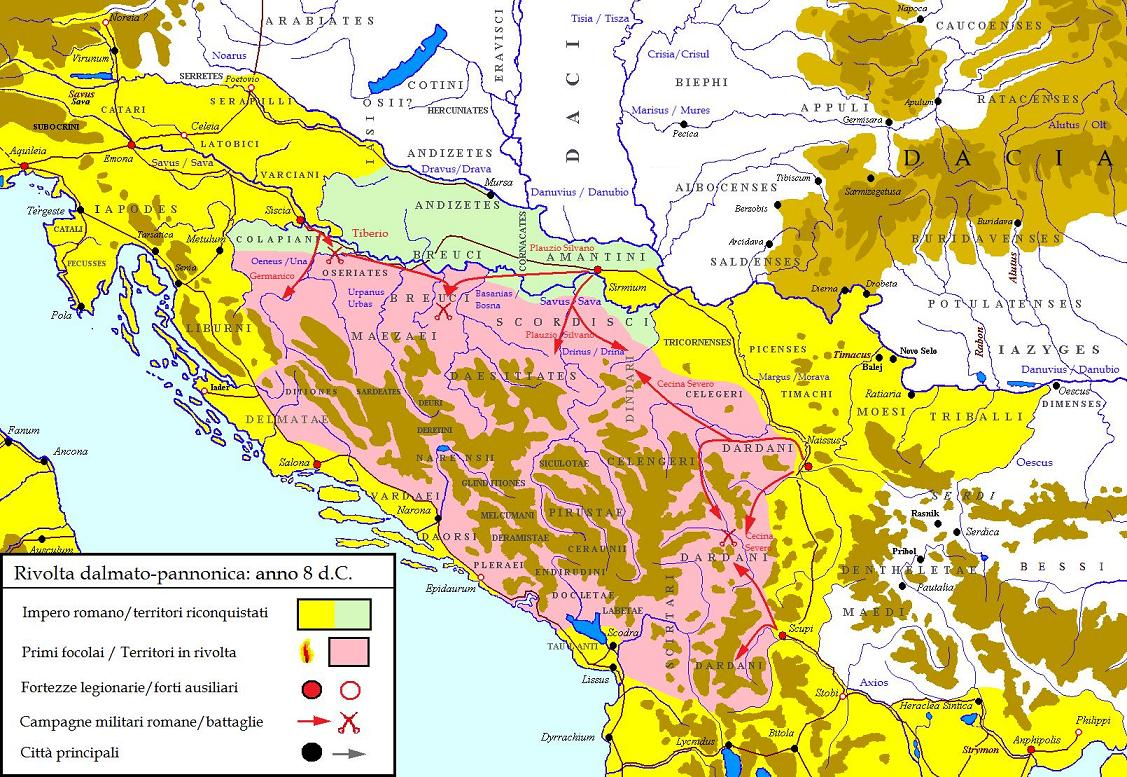
Campaña de Tiberio en Iliria en el año 8
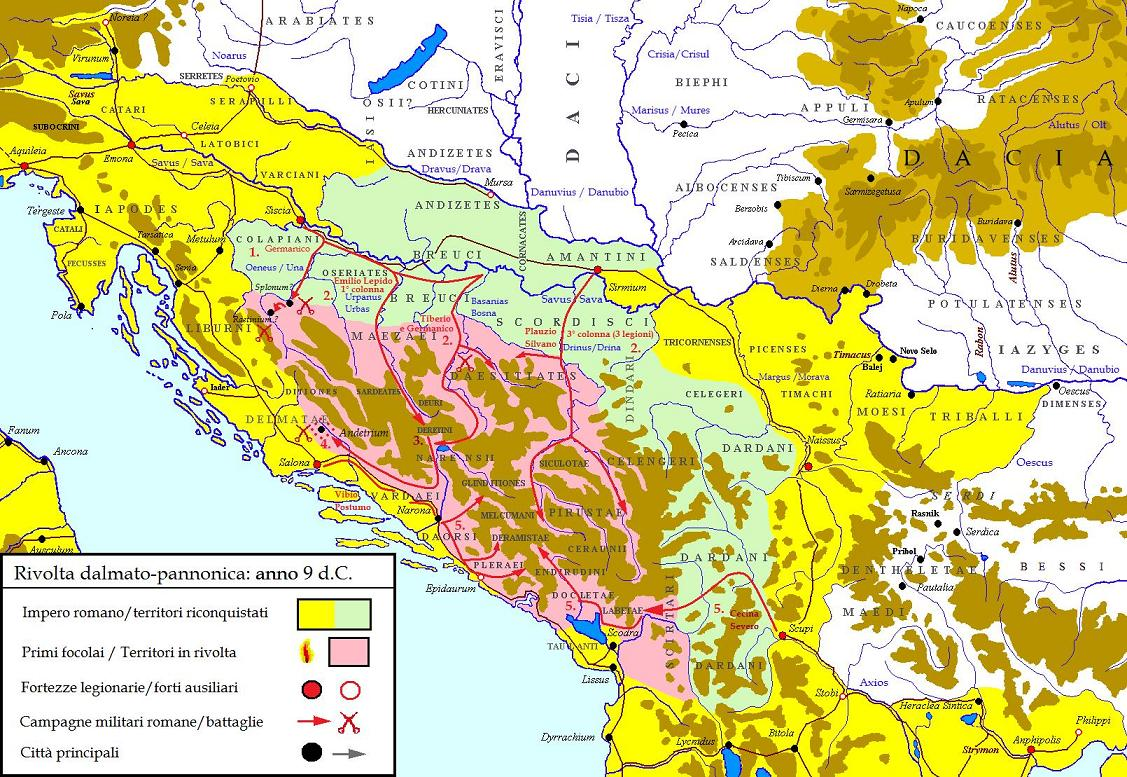
Campaña de Tiberio en Iliria en el año 9

## Los breucos en el Imperio romano
Los breucos comenzaron a recibir la ciudadanía romana durante el reinado de Trajano.